# Mascoutah Township
Die Mascoutah Township ist eine von 22 Townships im St. Clair County im Westen des US-amerikanischen Bundesstaates Illinois. Im Jahr 2010 hatte die Mascoutah Township 8217 Einwohner.
Die Township liegt im Metro-East genannten östlichen Teil der Metropolregion Greater St. Louis um die Stadt St. Louis im benachbarten Missouri.

## Geografie
Die Mascoutah Township liegt im östlichen Vorortbereich von St. Louis. Der Mississippi, der die Grenze zum Bundesstaat Missouri bildet, liegt rund 45 km westnordwestlich.
Die Mascoutah Township liegt auf 38°31′43″ nördlicher Breite und 89°45′56″ westlicher Länge und erstreckt sich über 63,25 km².
Die Scott Air Force Base, die etwa zur Hälfte in der Shiloh Valley Township liegt, nimmt einen großen Teil des Nordwestens der Mascoutah Township ein.
Die Mascoutah Township liegt im äußersten Osten des St. Clair County und grenzt östlich an das Clinton County. Innerhalb des St. Clair County grenzt die Mascoutah Township im Süden an die Engelmann Township, im Südwesten an die Freeburg Township, im Westen an die Shiloh Valley Township, im Nordwesten an die O’Fallon Township und im Norden an die Lebanon Township.

## Verkehr
Durch die Mascoutah Township verläuft die Interstate 64, die von St. Louis nach Louisville in Kentucky führt. In der Township treffen die Illinois State Routes 4, 161 und 177. Alle weiteren Straßen sind County Roads oder weiter untergeordnete innerörtliche Verbindungsstraßen.
Durch die Mascoutah Township verläuft eine Eisenbahnlinie der Norfolk Southern Railway, die von St. Louis nach Osten führt.

Der St. Louis Downtown Airport liegt rund 45 km westlich, der größere Lambert-Saint Louis International Airport liegt rund 60 km nordwestlich der Mascoutah Township.

## Demografische Daten
Nach der Volkszählung im Jahr 2010 lebten in der Mascoutah Township 8217 Menschen in 3096 Haushalten. Die Bevölkerungsdichte betrug 129,9 Einwohner pro Quadratkilometer. In den 3096 Haushalten lebten statistisch je 2,64 Personen.
Ethnisch betrachtet setzte sich die Bevölkerung zusammen aus 89,9 Prozent Weißen, 4,9 Prozent Afroamerikanern, 0,3 Prozent amerikanischen Ureinwohnern, 1,3 Prozent Asiaten sowie 0,5 Prozent aus anderen ethnischen Gruppen; 2,8 Prozent stammten von zwei oder mehr Ethnien ab. Unabhängig von der ethnischen Zugehörigkeit waren 2,7 Prozent der Bevölkerung spanischer oder lateinamerikanischer Abstammung.
26,8 Prozent der Bevölkerung waren unter 18 Jahre alt, 61,6 Prozent waren zwischen 18 und 64 und 11,8 Prozent waren 65 Jahre oder älter. 51,0 Prozent der Bevölkerung war weiblich.

Das mittlere jährliche Einkommen eines Haushalts lag bei 63.011 USD. Das Pro-Kopf-Einkommen betrug 25.474 USD. 8,7 Prozent der Einwohner lebten unterhalb der Armutsgrenze.

## Orte
Die Bevölkerung der Mascoutah Township lebt in folgenden Ortschaften:
- Mascoutah1 (City)
- New Baden2 (Village)

1 – teilweise in der Shiloh Valley Township

2 – überwiegend im Clinton County